# Juliette Binoche
Juliette Binoche (ur. 9 marca 1964 w Paryżu) – francuska aktorka filmowa, telewizyjna i teatralna. Wystąpiła w ponad 60 filmach. Laureatka m.in. Oscara, Europejskiej Nagrody Filmowej, nagrody BAFTA i jednej ze swoich dużych europejskich nagród festiwalowych za rolę drugoplanową w Angielskim pacjencie (1996). Wystąpiła m.in. w trylogii Trzy kolory, za której pierwszą część, Trzy kolory. Niebieski (1993), otrzymała kolejną nagrodę festiwalową oraz Cezara. Jest jedną z dwóch laureatek wszystkich trzech najważniejszych europejskich nagród festiwalowych.

## Kariera
Jej matka, reżyserka teatralna Monique Stalens, urodziła się w Częstochowie. Jej pradziadek francuskiego pochodzenia, Henryk Stalens, kierował tam do 1939 fabryką odzieżową, a dziadek Andre ożenił się z aktorką Julią Heleną z domu Młynarczyk. Ojciec, Jean Marie-Binoche, był francuskim aktorem i rzeźbiarzem. Studiowała krótko we francuskiej narodowej Akademii Teatralnej CNSAD i nie ukończyła szkoły.
Poważniejszy debiut Juliette Binoche przypadł, gdy miała 20 lat, w filmie Les Nanas (1984). Następnie pojawiła się w kilku scenach w ówcześnie skandalizującym filmie Jean-Luca Godarda Zdrowaś Mario (1985). Jak powiedziała, spędziła na planie filmowym 6 miesięcy, a w montażu inne sceny z jej udziałem zostały wycięte. Większą rozpoznawalność przyniosła jej rola 17-latki w, debiutującym w tym samym roku, uznanym filmie Relacje rodzinne (La Vie de famille), rola ta pierwotnie napisana dla czternastolatki została przepisana, gdy reżyser był po przesłuchaniu oczarowany Binoche. W tym samym roku przypadła jej pierwsza poważniejsza główna rola w filmie Rendez-vous w reżyserii André Téchiné. Występ aktorki spotkał się z uznaniem na festiwalu w Cannes i nagrodą im. Romy Schneider.
Międzynarodową rozpoznawalność przyniósł jej występ w Nieznośnej lekkości bytu (1988) w reżyserii Philipa Kaufmana – amerykańskiej adaptacji powieści Milana Kundery. Zdobyła następnie m.in. Europejską Nagrodę Filmową za główną rolę w filmie Kochankowie na moście (1991, Les Amants du Pont-Neuf) Leosa Caraxa. Wydłużony do trzech lat okres zdjęć i produkcji tego, trapionego także problemami finansowymi, filmu spowodował, że zmuszona była odrzucić znaczące role w głośnych produkcjach takich jak Cyrano de Bergerac (1990) czy Podwójne życie Weroniki (1991).
Binoche wystąpiła kolejno m.in. w uznanych filmach Skaza (1992) Louisa Malle’a, czy Trzy kolory. Niebieski (1993) Krzysztofa Kieślowskiego. Za rolę w filmie polskiego reżysera zdobyła na festiwalu w Wenecji Puchar Volpiego i także jej rodzimego Cezara dla najlepszej aktorki. Dla filmu tego Binoche odrzuciła ofertę Stevena Spielberga, oferowana jej rola dr Ellie Sattler w Parku Jurajskim (1993) ostatecznie przypadła Laurze Dern. Aktorka była bardzo selektywna jeśli chodzi o współpracę ze Spielbergiem, odrzuciła także role w jego filmach Indiana Jones i ostatnia krucjata (1989) oraz Lista Schindlera (1993). Porażką jednak zakończył się jej występ w o rok wcześniejszych Wichrowych Wzgórzach (1992) u boku Ralpha Fiennesa, gdzie jeszcze przed premierą brytyjska prasa krytykowała fakt, że w obsadzie adaptacji klasycznej pozycji literatury angielskiej znalazła się aktorka francuska.
W 1995 aktorka wystąpiła w wysokobudżetowym Huzarze Jeana-Paula Rappeneau, adaptacji powieści pod tym samym tytułem. Był to wtedy najdroższy film w historii francuskiej kinematografii. Film odniósł na świecie sukces kasowy. Jej rola romantycznej heroiny ukierunkowała częściowo jej występy do końca tamtej dekady. W 1996 wystąpiła w, po raz pierwszy od dekady, komediowej roli w filmie Kanapa w Nowym Jorku (1996), odniósł on zarówno artystyczną, jak i komercyjną porażkę. Jednak rola Hany w, uznanym 9 Oscarami z 12 nominacji, melodramacie wojennym Angielski pacjent (1996) Anthony’ego Minghelli przyniosła jej wiele nagród i nominacji. Zdobyła m.in. Oscara i nagrodę BAFTA dla najlepszej aktorki drugoplanowej oraz Europejską Nagrodę Filmową i Srebrnego Niedźwiedzia dla najlepszej aktorki. Nominacje do najważniejszych nagród filmowych, w tym Oscara, Złotego Globu i nagrody BAFTA, przyniosła jej też główna rola Vianne Rocher w romantycznym komediodramacie Czekolada (2000) szwedzkiego reżysera Lassa Hallströma. Film odniósł sukces kasowy.
W następnych latach Binoche współpracowała z takimi reżyserami jak: Michael Haneke (Kod nieznany, 2000; Ukryte, 2005), Abel Ferrara (Maria, 2005), kolejny raz Anthony Minghella (Rozstania i powroty, 2006), czy Hou Hsiao-hsien (Podróż czerwonego balonika, 2007). W wysoko ocenianym krytycznie filmie arthouse’owym Zapiski z Toskanii (2010) autorstwa i reżyserii Irańczyka Abbasa Kiarostamiego zagrała francuską właścicielkę galerii z antykami, która spotyka w Toskanii brytyjskiego pisarza. Za swój występ otrzymała nagrodę dla najlepszej aktorki na 63. MFF w Cannes. Tym samym stała się jedną z dwóch aktorek – laureatek nagród na wszystkich trzech najważniejszych europejskich festiwalach, obok Amerykanki Julianne Moore.
Juliette Binoche wystąpiła następnie w takich filmach jak biografia Camille Claudel, 1915 (2013), dramacie Sils Maria (2014) czy horrorze science-fction High Life (2018). Od czasu do czasu pojawia się na deskach teatrów.
W czasie pandemii Covid–19 popularyzowała teorie podejrzewające Billa Gatesa o bezpośrednie finansowanie stworzenia wirusa w celu kontroli i śledzenia światowej populacji za pomocą szczepionki umieszczającej chip pod skórę. Odpowiadając na krytykę powiedziała: „Żyjemy w świecie jednomyślności. Każdy, kto ośmieli się zadawać pytania, zostaje wrzucony do skrzynki «spisek», co jest sposobem na jego uciszenie”.
W 2023 roku została uhonorowana w Sewilli nagrodą Goya.

## Filmografia
- 1983: Dorothée, danseuse de corde

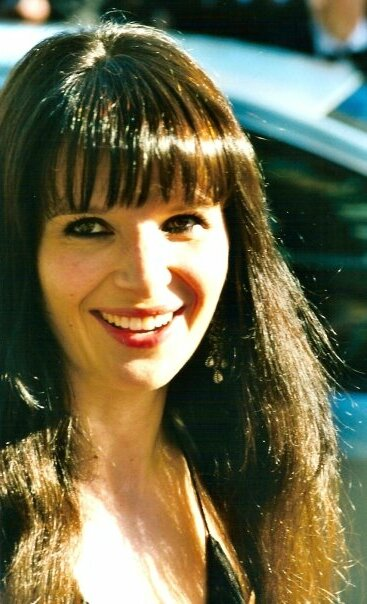
Juliette Binoche na festiwalu w Cannes w 2002

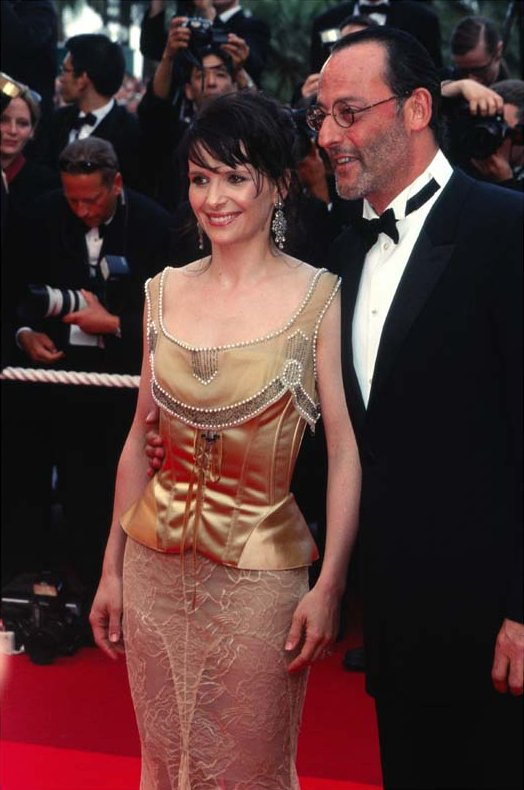
Binoche i Jean Reno na 55. MFF w Cannes (2002)

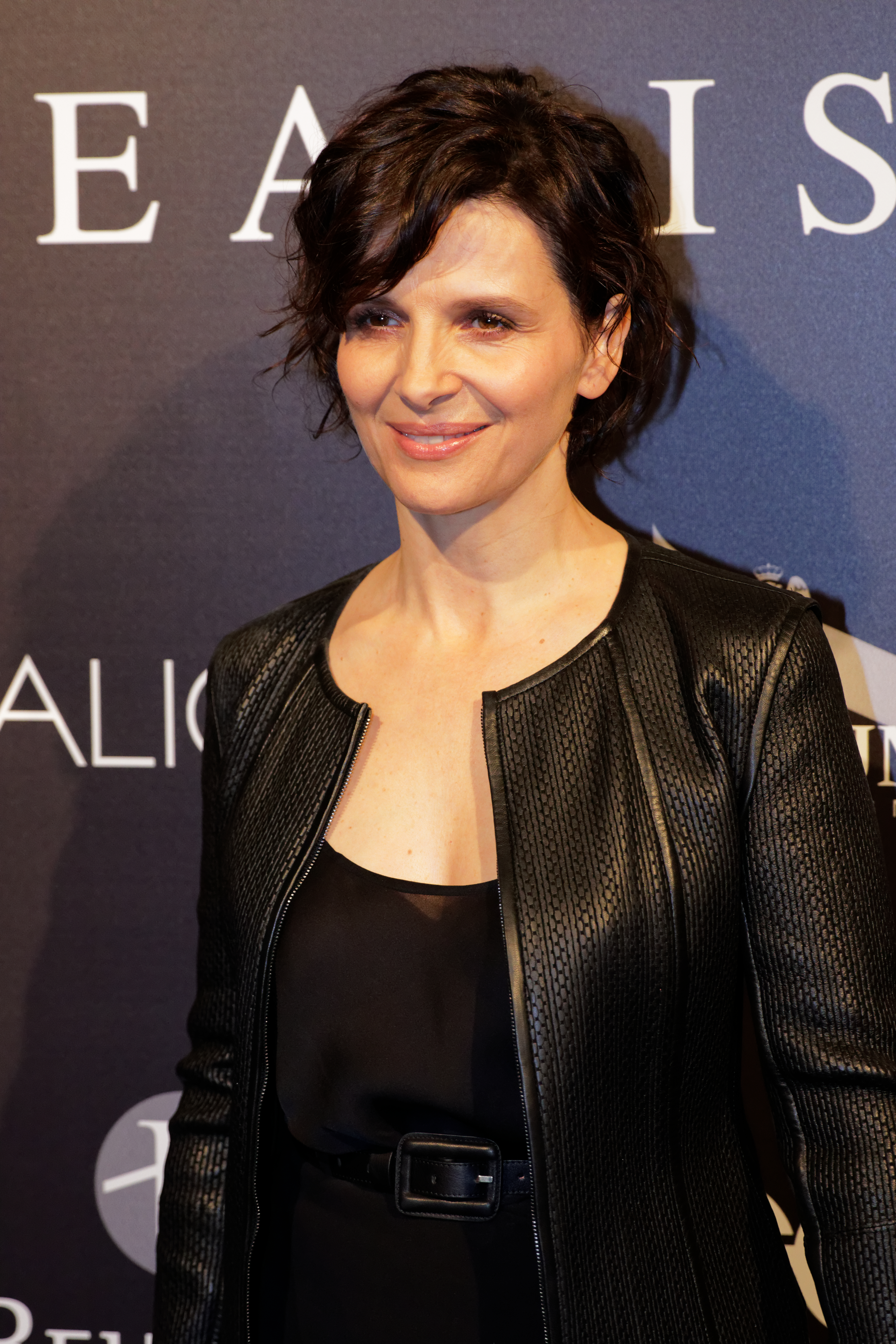
Juliette Binoche (2016)

- 1983: Liberty belle jako La fille du rallye
- 1985: Les Nanas jako Antoinette
- 1985: Fort bloqué jako Nicole
- 1985: Zdrowaś Mario (Je vous salue, Marie) jako Juliette
- 1985: Relacje rodzinne (La Vie de famille) jako Natacha
- 1985: Spotkanie (Rendez-vous) jako Nina / Anne Larrieux
- 1985: Le Meilleur de la vie jako przyjaciółka Véronique w barze
- 1985: Żegnaj, Fred (Adieu blaireau) jako Brigitte B.
- 1986: Zła krew (Mauvais sang) jako Anna
- 1986: Mon beau-frere a tué ma soeur jako Esther Bouloire
- 1988: Nieznośna lekkość bytu (The Unbearable Lightness of Being) jako Teresa
- 1989: Ronda (Un tour de manège) jako Else
- 1991: Kochankowie na moście (Les Amants du Pont-Neuf) jako Michèle Stalens
- 1991: Mężczyźni i kobiety 2: W miłości nie ma zasad (Women & Men 2: In Love There Are No Rules) jako Mara
- 1992: Skaza (Damage) jako Anna Barton
- 1992: Wichrowe Wzgórza (Wuthering Heights) jako Katarzyna Linton, z domu Earnshaw i Katarzyna Heathcliff, z domu Linton
- 1993: Trzy kolory. Niebieski jako Julie
- 1994: Trzy kolory. Czerwony jako Julie (rola poboczna)
- 1994: Trzy kolory. Biały jako Julie (rola poboczna)
- 1995: Huzar (Le Hussard sur le toit) jako Pauline
- 1996: Angielski pacjent (The English Patient) jako Hana
- 1996: Kanapa w Nowym Jorku (Un divan a New York) jako Beatrice Saulnier
- 1998: Alice i Martin (Alice et Martin) jako Alice
- 1999: Dzieci wieku (Les Enfants du siècle) jako George Sand
- 2000: Kod nieznany (Code inconnu: Récit incomplet de divers voyages) jako Anne
- 2000: Wdowa św. Piotra (La Veuve de Saint-Pierre) jako madame La
- 2000: Czekolada (Chocolat) jako Vianne Rocher
- 2002: Mężczyzna moich marzeń (Décalage horaire) jako Rose
- 2004: W moim kraju (Country of My Skull) jako Anna Malan
- 2005: Ukryte (Caché) jako Anne Laurent
- 2005: Sezon na słówka (Bee Season) jako Miriam Naumann
- 2005: Maria (Mary) jako Marie Palesi / Maria Magdalena
- 2006: Zakochany Paryż (Paris, je t’aime) jako Suzanne (nowela Place des Victoires)
- 2006: Kilka dni września (Quelques jours en septembre) jako Irène Montano
- 2006: Rozstania i powroty (Breaking and Entering) jako Amira
- 2007: Ja cię kocham, a ty z nim (Dan in Real Life) jako Marie
- 2007: W zawieszeniu (Désengagement) jako Ana
- 2007: Podróż czerwonego balonika (Le Voyage du ballon rouge) jako Suzanne
- 2008: Niebo nad Paryżem (Paris) jako Elise
- 2008: Shirin jako ona sama
- 2008: Pewnego lata (L’ Heure d’été) jako Adrienne
- 2010: Zapiski z Toskanii (Copie conforme) jako Elle
- 2011: Sponsoring (Elles) jako Anna
- 2011: Sprawa zamknięta (The Son of No One) jako Lauren Bridges
- 2011: Mademoiselle Julie jako Julie
- 2012: Zakochana bez pamięci (La Vie d’une autre) jako Marie
- 2012: Cosmopolis jako Didi Fancher
- 2012: Otwarte serce (À cœur ouvert) jako Mila
- 2013: Camille Claudel, 1915 jako Camille Claudel
- 2013: Wypisz, wymaluj... miłość (Words and Pictures) jako Dina Delsanto
- 2013: Po tysiąc razy dobranoc (A Thousand Times Good Night) jako Rebecca
- 2014: Sils Maria (Clouds of Sils Maria) jako Maria Enders
- 2014: Godzilla jako Sandra Brody
- 2015: 33 (The 33) jako María Segovia
- 2015: Nikt nie chce nocy (Nadie quiere la noche) jako Josephine Peary
- 2015: 7 Letters jako Elle
- 2015: Antigone at the Barbican jako Antygona
- 2015: Oczekiwanie (L’attesa) jako Anna
- 2016: Martwe wody (Ma Loute) jako Aude Van Peteghem
- 2016: Polina, danser sa vie jako Liria Elsaj
- 2017: Isabelle i mężczyźni jako Isabelle
- 2017: Ghost in the Shell jako dr Ouelet
- 2018: High Life jako Dibs
- 2018: Podwójne życie (Doubles vies) jako Selena
- 2019: Prawda (La Verite) jako Lumir
- 2019: Taka, jaką mnie chcesz (Celle, que vous croyer) jako Claire
- 2021: Między dwoma światami (Ouistreham) jako pisarka Marianne Winckler

## Nagrody
- Nagroda Akademii Filmowej Najlepsza aktorka drugoplanowa: 1997 Angielski pacjent
- Europejska Nagroda Filmowa
  - Najlepsza aktorka: 1992 Kochankowie na moście
  - 1997 Angielski pacjent
- Nagroda BAFTA Najlepsza aktorka drugoplanowa: 1996 Angielski pacjent
- Cezar Najlepsza aktorka: 1994 Trzy kolory. Niebieski
- Nagroda na MFF w Cannes Najlepsza aktorka: 2010 Zapiski z Toskanii
- Nagroda na MFF w Wenecji Najlepsza aktorka: 1993 Trzy kolory. Niebieski
- Nagroda na MFF w Berlinie Najlepsza aktorka: 1997 Angielski pacjent